# Йонинас, Витаутас Казимерас
Ви́таутас Кази́мерас Йони́нас (Витаутас Казис Йонинас; лит. Vytautas Kazimieras Jonynas, 16 марта 1907, Удрия, ныне в Алитусском районе — 4 декабря 1997, Вильнюс) — литовский художник график, витражист, скульптор, акварелист; жил и работал в США; заслуженный деятель искусств Литовской ССР.

## Биография
Родился в деревне Удрия. Учился в Каунасской художественной школе у Адомаса Варнаса и Адомаса Гальдикаса (1923—1929). В 1934 году окончил Высшую школу декоративного искусства, затем Школу Буля в Париже.
С 1935 года был членом Союза художников Литвы. В 1935—1940 годах преподавал в Каунасской художественной школе, в 1941—1944 — в Каунасском институте прикладного и декоративного искусства (был его директором). Одновременно в 1936—1941 годах был консерватором, затем начальником Инспекции охраны памятников культуры Литвы.
В 1944 году эмигрировал в Германию. В 1946 году в Фрайбурге основал училище прикладного искусства (Школу искусства и ремёсел), был его преподавателем и директором (до 1949 года, по другим сведениям до 1950 года). В 1950—1951 годах преподавал в художественной школе в Майнце. С 1952 года жил в Нью-Йорке. Преподавал в различных учебных заведениях. В 1955 году вместе с Дональдом Шепердом основал в Нью-Йорке частную студию (Jonynas and Shepherd Art Studio, Inc.), изготовлявшую витражи и церковную утварь.
С середины 1970-х годов постоянно приезжал в Литву. Последние годы жизни провёл в Вильнюсе (летние месяцы в Друскининкай), где и умер. Похоронен на Антокольском кладбище.

## Творчество
С 1930 года участвовал в выставках литовского искусства в Каунасе, Кошице (1935), Риге и Таллине (1937), Париже (1937), после Второй мировой войны — в художественных выставках литовских эмигрантов в Тюбингене (1947), Баден-Бадене (1948), Риме (1949).
Персональные выставки проводились в Париже (1935, 1949), Риге (1944), Фрайбурге (1946), Риме (1949), Нью-Йорке (1954, 1959, 1963, 1971), Чикаго (1958), Вильнюсе (1979, 1987), Каунасе (1979, 1997). Посмертные выставки прошли в Вильнюсе (2007) и Кедайняй (2019).

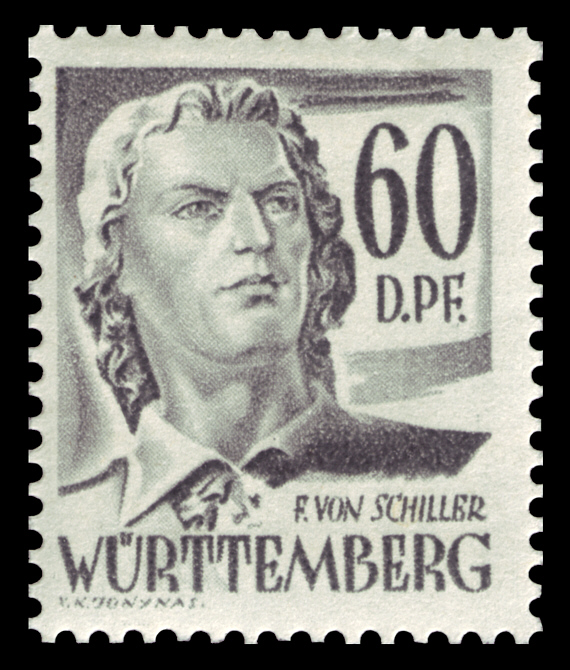
Почтовая марка французской зоны оккупации (проект В. К. Йонинаса, 1948)

Работал преимущественно в технике ксилографии. Автор выразительных плакатов, литографических пейзажей, витражей, экслибрисов, почтовых марок, графического портрета Юозаса Тумаса-Вайжгантаса (1933), фигурных композиций, эстампов (портрет Чюрлёниса, 1936, 1949). Создал иллюстрации к книгам Кристионаса Донелайтиса «Времена года», Пятраса Цвирки «Земля-кормилица» (1940), Гёте «Страдания юного Вертера» (1943—1947) и «Осада Майнца» (цветные литографии, 1950), Проспера Мериме «Локис» (1946; издан в Баден-Бадене в 1949 года), к «Гамлету» Шекспира (1948). Иллюстрировал книги прозы Антанаса Венуолиса, Антанаса Вайчюлайтиса, Юргиса Гляуды, Казиса Боруты, Юозаса Балтушиса, два сборника стихотворений Стасиса Сантвараса. Иллюстрации 1950-х—1980-х годов выполнены преимущественно карандашом, тушью, пером и кистью. 

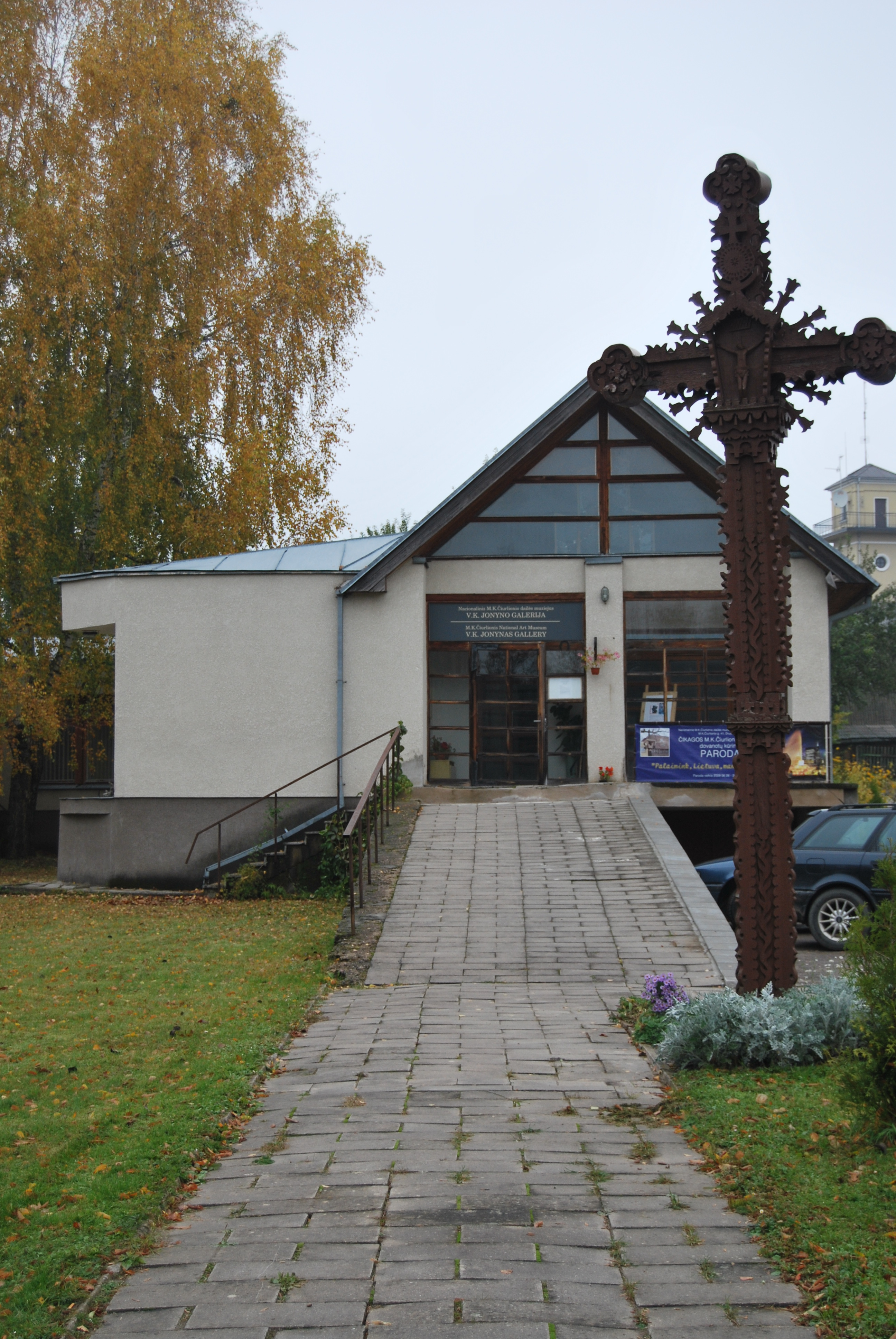
Галерея Йонинаса (Друскининкай)

Витражами и скульптурами оформлял церкви литовских приходов в Чикаго, Вашингтоне и других городах США. К важнейшим работам Йонинаса относится оформление павильона Ватикана на Всемирной выставке в Нью-Йорке в 1964 году, ансамбли витражей и скульптур в часовне Божией Матери в Уитоне (Коннектикут, 1961), в часовне и монастыре Святого Брендана в Бронксе (штат Нью-Йорк, 1964—1965) .
Произведения Йонинаса хранятся в Литовском художественном музее и Национальной художественной галерее в Вильнюсе, Национальном художественном музее имени М. К. Чюрлёниса в Каунасе, в Гамбургском кунстхалле, музее Гёте в Веймаре, Музее города Амстердама, Метрополитен-музее в Нью-Йорке, в художественных коллекциях Ватикана и в других собраниях. Постоянная экспозиция произведений художника действует в Галерее Витаутаса Казимераса Йонинаса в Друскининкай (филиал Музея М. К. Чюрлёниса, открыта в 1993 году).

## Награды и звания
- ? — Заслуженный деятель искусств Литовской ССР
- 1939 — Орден Почётного легиона (Франция)[2]
- 1993 — Командор ордена Великого князя Литовского Гядиминаса
- 1996 — почётный доктор Вильнюсской художественной академии
- 1997 — почётный гражданин города Друскининкай; звание присвоено за распространение искусства мирового уровня и педагогических идей, заслуги перед Литвой и городом.[6]